# Riufred
Riufred, actualment anomenat Molí del Riu, era un poble de la comuna de Sant Pere dels Forcats, de la comarca del Conflent, a la Catalunya del Nord. Actualment ha esdevingut urbanització i centre d'estiueig.
Es troba a uns 750 metres a migdia del poble de Sant Pere dels Forcats, a prop als peus dels telesquís de l'estació d'esquí de l'Espai Cambra d'Ase. El lloc és documentat des de l'any 1010 ( villare Rivofredo) i el 1267 (villa et castrum de Rivofrigido); modernament se l'ha anomenat el Molí i el Molí del Cosme.